# Organização Europeia para Desenvolvimento de Veículo Lançador

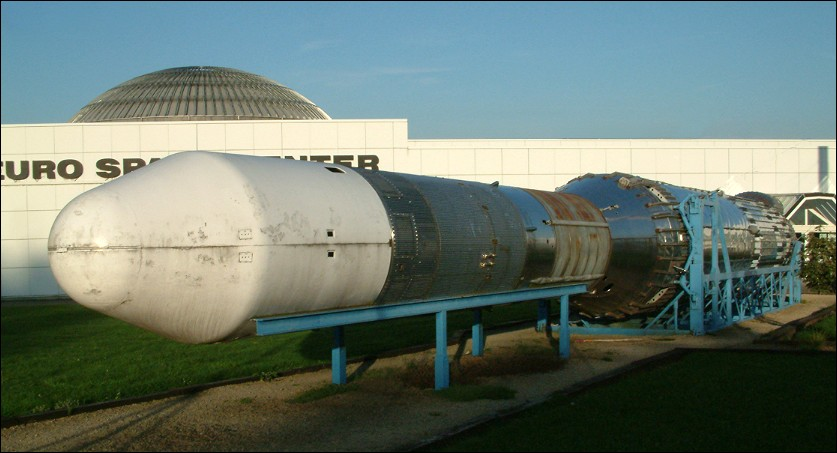
O Europa II, primeiro resultado prático da ELDO.

Organização Europeia para Desenvolvimento de Veículo Lançador (em francês:  Organisation européenne pour la mise au point et la construction de lanceurs d'engins spatiaux - OELS; em inglês:  European Space Vehicle Launcher Development Organisation - ELDO) foi uma organização intergovernamental, dedicada ao projeto e desenvolvimento de um veículo lançador europeu. A convenção de criação, foi assinada por: Bélgica, França, Alemanha Ocidental (na época), Itália, Holanda, Reino Unido e Austrália, antes de 30 de abril de 1962.